# Sharon, Kansas
Sharon är en ort i Barber County i Kansas. Enligt 2020 års folkräkning hade Sharon 147 invånare. Sharon är artisten Martina McBrides födelseort.